# Ла-Гранхуела
Ла-Гранхуела (ісп. La Granjuela) — муніципалітет в Іспанії, у складі автономної спільноти Андалусія, у провінції Кордова. Населення — 522 особи (2010).
Муніципалітет розташований на відстані близько 270 км на південний захід від Мадрида, 75 км на північний захід від Кордови.

## Демографія
Динаміка населення (INE ):

## Галерея зображень

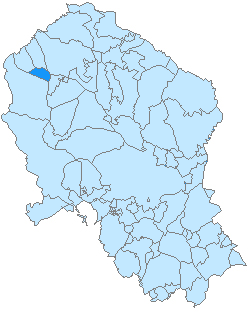
Розташування муніципалітету у провінції Кордова